# Topoli (Krasnodar)
|  | Per a altres significats, vegeu «Topoli». |

Topoli - Тополи (rus) - és un khútor del krai de Krasnodar, a Rússia. Es troba a la vora esquerra del riu Kirpilstsi, afluent del Kirpili. És a 8 km al sud de Timaixovsk i a 54 km al nord de Krasnodar.
Pertany al khútor de Tantsura-Kramarenko.